# 谢胡布尔县

所在位置

谢胡布尔县(乌尔都语: ضلع شيخوپورہ) ，巴基斯坦旁遮普省的一个县，位于该省东北部。总面积5,312平方公里，总人口3,321,029(1998)。县治位于谢胡布尔市。

## 行政区划
谢胡布尔县辖有5个乡。